# Bulbophyllum amplebracteatum
Bulbophyllum amplebracteatum Teijsm. & Binn., 1862 è una pianta della famiglia dell Orchidacee, endemica delle isole Molucche.

## Descrizione
È un'orchidea di medio-piccole dimensioni con crescita epifita. B. amplebracteatum  presenta un rizoma dal quale, ogni 2 o 3 centimetri si dipartono pseudobulbi di forma ovoidale, senza coste angolari, all'apice dei quali si sviluppa un'unica foglia carnosa, coriacea, picciolata, di forma oblunga ad apice acuto, lunga da 3 a 8-9 centimetri.
La fioritura avviene dall'autunno fino all'inverno, mediante infiorescenze basali, derivanti da pseudobulbi maturi, lunghe fino a 48 centimetri, con brattee floreali a forma triangolare e recante da un singolo fiore, fino a 9 fiori. Questi sono grandi mediamente 7 centimetri, molto odorosi, ma in modo non gradevole, di lunga durata (un fiore può durare 2 settimane) e presentano petali e sepali di colore giallo,  e labello rosso di piccole dimensioni in rapporto al fiore.

## Distribuzione e habitat
La specie è endemica delle isole Molucche dove cresce epifita sugli alberi della foresta tropicale umida.

## Tassonomia
Sono note le seguenti sottospecie:
- Bulbophyllum amplebracteatum subsp. amplebracteatum  Teijsm. & Binn.,1862
- Bulbophyllum amplebracteatum subsp. carunculatum (Garay, Hamer & Siegerist) J.J.Verm. & P.O'Byrne, 2011
- Bulbophyllum amplebracteatum subsp. orthoglossum (H.Wendl. & Kraenzl.) J.J.Verm. & P.O'Byrne, 2011

## Coltivazione
Questa pianta è bene coltivata in cestini di legno appesi, su materiale organico, ottimo il legno di felce, per favorire l'arieggiamento delle radici, richiede inoltre esposizione a mezz'ombra, temperature calde per tutto l'anno, in particolare all'epoca della fioritura quando occorre somministrare acqua.